# Selección de fútbol de Antioquia
La Selección de fútbol de Antioquia es el equipo formado por jugadores antioqueños que representa a la Liga Antioqueña de fútbol (LAF).

## Copa de las Américas Sub-23

### Grupo C
| Equipo            | Pts | PJ | PG | PE | PP | GF | GC |
| ----------------- | --- | -- | -- | -- | -- | -- | -- |
| Colombia          | 6   | 3  | 3  | 0  | 0  | 10 | 1  |
| Ecuador           | 4   | 3  | 2  | 0  | 1  | 4  | 4  |
| Antioquia         | 2   | 3  | 1  | 0  | 2  | 4  | 8  |
| Trinidad y Tobago | 0   | 3  | 0  | 0  | 3  | 2  | 7  |

| 6 de febrero de 1994 | Colombia              | 3:0 | Trinidad y Tobago | Estadio Metropolitano de Techo, Bogotá |  |
|                      | Zambrano Mafla Lozano |     |                   |                                        |  |

| 6 de febrero de 1994 | Antioquia | 1:2 | Ecuador         | Estadio Metropolitano de Techo, Bogotá |  |
|                      | Moreno    |     | Jiménez Delgado |                                        |  |

| 9 de febrero de 1994 | Colombia                   | 4:0 | Antioquia | Estadio Metropolitano de Techo, Bogotá |  |
|                      | Zambrano Moreno (2) Oviedo |     |           |                                        |  |

| 9 de febrero de 1994 | Trinidad y Tobago | 0:1 | Ecuador | Estadio Metropolitano de Techo, Bogotá |  |
|                      |                   |     | Jiménez |                                        |  |

| 13 de febrero de 1994 | Colombia              | 3:1 | Ecuador  | Estadio Metropolitano de Techo, Bogotá |  |
|                       | Zambrano Oviedo Mafla |     | González |                                        |  |

| 13 de febrero de 1994 | Antioquia               | 3:2 | Trinidad y Tobago | Estadio Metropolitano de Techo, Bogotá |  |
|                       | Rojas Castro Castrillón |     | Ewe Pacheco       |                                        |  |

## Palmarés
- Campeonato Juvenil (16): 1982, 1983, 1987, 1988, 1991, 1993, 1994, 1998, 2007, 2008, 2009, 2010, 2011, 2012, 2013, 2014, 2015, 2016
  - Subcampeón (3): 1996, 2000, 2006

- Campeonato Prejuvenil (3): 2012, 2013, 2014
  - Subcampeón: 2009, 2015

- Campeonato Infantil (9): 1990, 2008, 2009, 2013, 2014, 2015, 2016 y 2017
  - Subcampeón: 2011

- Campeonato Femenino:
  - Subcampeón: 2012

- Campeonato Femenino Sub 20:
  - Campeón: 2015
  - Subcampeón: 2013

- Campeonato Femenino Sub 17 (1): 2013